# Toyota Corolla E90
La Toyota Corolla E90 è la sesta generazione della berlina media Corolla del catalogo Toyota, è stata prodotta dal 1987 al 1992 (dal 1989 al 1994 in Australia e fino al 2006 in Sud Africa).

## Storia e caratteristiche
Questa generazione è la prima ad aver adottato per la prima volta in tutte le versioni la trazione anteriore, più quella integrale. Gli allestimenti offerti per i mercati di esportazione sono Base, XL, GL, SE, SE limitato e le versioni più potenti GT-i. Viene ripristinata anche la versione familiare. Inoltre, come la precedente Corolla, anche questa è stata venduta con altri nomi e marchi, in Nord America fu venduta anche come Geo Prizm e in Australia e Nuova Zelanda come Holden Nova (versione che sostitui la Nissan Pulsar N12 ed N13 venduta lì come Holden Astra dal 1984 al 1989), in tale territorio la vettura fu ristilizzata nel 1992, mentre in Sud Africa, dove fu lanciata nel 1988, la 2 volumi fu venduta come Toyota Conquest, la 3 volumi continuò invece a chiamarsi Corolla, Toyota Conquest Carri (o semplicemente Carri) e infine come Toyota Conquest Tazz (poi solo Tazz) e qui, a differenza degli altri mercati, fu venduta fino al 2006 (anno di debutto della Corolla E140).